# Milan Michálek
Milan Michálek (* 7. prosince 1984, Jindřichův Hradec) je bývalý český hokejový útočník, odchovanec Jindřichova Hradce a bratr hokejisty Zbyňka Michálka.

## Hráčská kariéra
V české extralize poprvé nastoupil v šestnácti letech v sezóně 2000/01 za HC České Budějovice. Zde setrval tři sezóny. V roce 2003 jej v draftu NHL vybral na celkově 6. místě tým San Jose Sharks. V sezóně 2003/04 již nastoupil dva zápasy za San Jose, sedm jich odehrál za farmářský tým Cleveland Barons. Od sezóny 2009/2010 do poloviny 2015/2016 působil v klubu Ottawa Senators.
Od 9. února 2016 byl hráčem Toronta Maple Leafs, kam byl odeslán v rámci výměny devíti hokejistů, když opačným směrem odešel mimo jiné kapitán Maple Leafs Dion Phaneuf. Na začátku sezóny 2016/2017 jej Toronto po pěti zápasech přesunulo na listinu volných hráčů a protože si jej žádný jiný klub nevybral, byl Michálek přeřazen do farmářského týmu Toronto Marlies v AHL, kde odehrál 16 zápasů.

## Individuální ocenění
- 2002 ČHL – Nejlepším nováček extraligy
- 2003 Postup s týmem HC Vagnerplast Kladno do ČHL
- 2012 NHL – All-Star Game

## Prvenství
- Debut v NHL – 9. října 2003 (Edmonton Oilers proti San Jose Sharks)
- První gól v NHL – 9. října 2003 (Edmonton Oilers proti San Jose Sharks, švédskému brankáři Tommy Salo)
- První asistence v NHL – 5. října 2005 (Nashville Predators proti San Jose Sharks)

## Klubové statistiky
| Sezóna       | Klub                | Soutěž       |     | Základní část | Základní část | Základní část | Základní část | Základní část |    | Play off | Play off | Play off | Play off | Play off |
| Sezóna       | Klub                | Soutěž       | Z   | G             | A             | B             | TM            | Z             | G  | A        | B        | TM       |          |          |
| 2000–01      | HC České Budějovice | ČHL          | 5   | 0             | 0             | 0             | 0             | —             | —  | —        | —        | —        |          |          |
| 2001–02      | HC České Budějovice | ČHL          | 47  | 6             | 11            | 17            | 12            | —             | —  | —        | —        | —        |          |          |
| 2002–03      | HC České Budějovice | ČHL          | 46  | 3             | 5             | 8             | 14            | —             | —  | —        | —        | —        |          |          |
| 2003–04      | San Jose Sharks     | NHL          | 2   | 1             | 0             | 1             | 4             | —             | —  | —        | —        | —        |          |          |
| 2003–04      | Cleveland Barons    | AHL          | 7   | 2             | 2             | 4             | 4             | —             | —  | —        | —        | —        |          |          |
| 2005–06      | San Jose Sharks     | NHL          | 81  | 17            | 18            | 35            | 45            | 9             | 1  | 4        | 5        | 8        |          |          |
| 2006–07      | San Jose Sharks     | NHL          | 78  | 26            | 40            | 66            | 36            | 11            | 4  | 2        | 6        | 4        |          |          |
| 2007–08      | San Jose Sharks     | NHL          | 79  | 24            | 31            | 55            | 47            | 13            | 4  | 0        | 4        | 4        |          |          |
| 2008–09      | San Jose Sharks     | NHL          | 77  | 23            | 34            | 57            | 52            | 6             | 1  | 0        | 1        | 2        |          |          |
| 2009–10      | Ottawa Senators     | NHL          | 66  | 22            | 12            | 34            | 18            | 1             | 0  | 0        | 0        | 0        |          |          |
| 2010–11      | Ottawa Senators     | NHL          | 66  | 18            | 15            | 33            | 49            | —             | —  | —        | —        | —        |          |          |
| 2011–12      | Ottawa Senators     | NHL          | 77  | 35            | 25            | 60            | 32            | 7             | 1  | 1        | 2        | 4        |          |          |
| 2012–13      | HC Mountfield       | ČHL          | 21  | 13            | 11            | 24            | 26            | —             | —  | —        | —        | —        |          |          |
| 2012–13      | Ottawa Senators     | NHL          | 23  | 4             | 10            | 14            | 17            | 10            | 3  | 2        | 5        | 2        |          |          |
| 2013–14      | Ottawa Senators     | NHL          | 82  | 17            | 22            | 39            | 41            | —             | —  | —        | —        | —        |          |          |
| 2014–15      | Ottawa Senators     | NHL          | 66  | 13            | 21            | 34            | 33            | 6             | 1  | 0        | 1        | 4        |          |          |
| 2015–16      | Ottawa Senators     | NHL          | 32  | 6             | 4             | 10            | 12            | —             | —  | —        | —        | —        |          |          |
| 2015–16      | Toronto Maple Leafs | NHL          | 13  | 1             | 5             | 6             | 6             | —             | —  | —        | —        | —        |          |          |
| 2016–17      | Toronto Maple Leafs | NHL          | 5   | 1             | 1             | 2             | 2             | —             | —  | —        | —        | —        |          |          |
| 2016–17      | Toronto Marlies     | AHL          | 16  | 2             | 3             | 5             | 20            | —             | —  | —        | —        | —        |          |          |
| Celkem v NHL | Celkem v NHL        | Celkem v NHL | 747 | 208           | 238           | 446           | 394           | 63            | 15 | 9        | 24       | 28       |          |          |
| Celkem v AHL | Celkem v AHL        | Celkem v AHL | 23  | 4             | 5             | 9             | 24            | —             | —  | —        | —        | —        |          |          |
| Celkem v ČHL | Celkem v ČHL        | Celkem v ČHL | 119 | 22            | 27            | 49            | 52            | 4             | 1  | 0        | 1        | 2        |          |          |

## Reprezentace
V roce 2001 a 2002 se účastnil MS do 18 let. O rok později se účastnil MS juniorů 2003.
| Rok                       | Tým                       | Soutěž                    | Z  | G  | A | B  | TM |
| ------------------------- | ------------------------- | ------------------------- | -- | -- | - | -- | -- |
| 2001                      | Česko 18                  | MS-18                     | 7  | 1  | 1 | 2  | 6  |
| 2002                      | Česko 18                  | MS-18                     | 8  | 7  | 1 | 8  | 30 |
| 2003                      | Česko 20                  | MSJ                       | 6  | 2  | 2 | 4  | 2  |
| 2003                      | Česko                     | MS                        | 1  | 0  | 0 | 0  | 0  |
| 2009                      | Česko                     | MS                        | 3  | 1  | 0 | 1  | 4  |
| 2010                      | Česko                     | OH                        | 5  | 2  | 0 | 2  | 0  |
| 2011                      | Česko                     | MS                        | 8  | 4  | 2 | 6  | 6  |
| 2012                      | Česko                     | MS                        | 9  | 2  | 2 | 4  | 4  |
| 2014                      | Česko                     | OH                        | 5  | 0  | 0 | 0  | 0  |
| 2016                      | Česko                     | SP                        | 3  | 2  | 1 | 3  | 2  |
| Juniorská kariéra celkově | Juniorská kariéra celkově | Juniorská kariéra celkově | 26 | 13 | 7 | 20 | 38 |
| Seniorská kariéra celkově | Seniorská kariéra celkově | Seniorská kariéra celkově | 34 | 11 | 5 | 16 | 16 |